# Кетш (гміна)
Гміна Кетш (пол. Gmina Kietrz) — місько-сільська гміна у південно-західній Польщі. Належить до Ґлубчицького повіту Опольського воєводства.
Станом на 31 грудня 2011 у гміні проживало 11494 особи.

## Площа
Згідно з даними за 2007 рік площа гміни становила 139.93 км², у тому числі:
- орні землі: 88.00%
- ліси: 2.00%

Таким чином, площа гміни становить 20.79% площі повіту.

## Населення
Станом на 31 грудня 2011:
| Опис     | Загалом | Загалом | Чоловіки | Чоловіки | Жінки | Жінки |
| -------- | ------- | ------- | -------- | -------- | ----- | ----- |
| одиниця  | осіб    | %       | осіб     | %        | осіб  | %     |
| все      | 11494   | 100     | 5577     | 48.52    | 5917  | 51.48 |
| міське   | 6267    | 100     | 2976     | 47.49    | 3291  | 52.51 |
| сільське | 5227    | 100     | 2601     | 49.76    | 2626  | 50.24 |

## Сусідні гміни
Гміна Кетш межує з такими гмінами: Баборув, Браніце, Ґлубчице, Петровіце-Вельке.